# Ahl al-Kisa

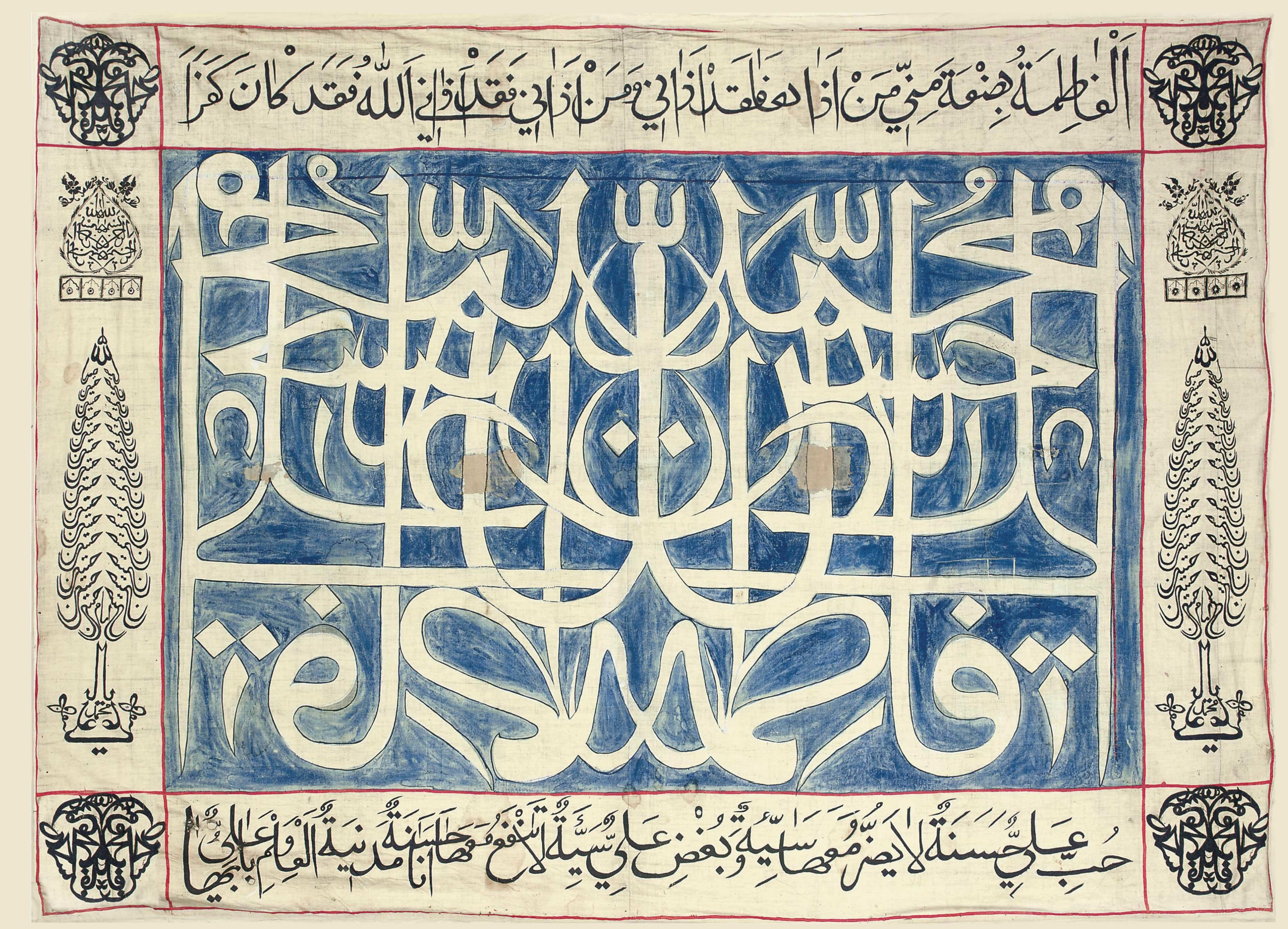

Ahl al-Kisā' (arabe : أهل الكساء « gens de la cape ») ou Âl al-'abâ (arabe : آل العبا) « maisonnée du manteau », est une expression qui se réfère à Mahomet, sa fille Fatima, son cousin et gendre Ali, et ses deux petits-fils Hassan et Hussein.
L'origine de cette expression se trouve d'abord dans le hadith dit « du manteau », auquel vient se joindre le hadith de la mubâhala. Le hadith du manteau est largement accepté comme authentique par les musulmans chiites et sunnites, mais l'interprétation de chacun des courants est différente.
Ce hadith est l'un des fondements de la conception chiite de l'Imamat, qui stipule que les descendants patrilinéaires de la fille de Mahomet ont une direction spirituelle divine spéciale sur la communauté musulmane. Ahl al-Kisa, et leurs descendants, les imams, correspondent à la définition chiite des « gens de la maison », Ahl al-Bayt, la famille de Mohamet.
Les trois branches de l'islam chiite diffèrent sur la nature de Ahl al-Kisa et sur les imams. Les deux plus grandes branches, le chiisme duodécimain et les Ismaéliens, les considèrent comme dans un état de ʿiṣma (« infaillibilité »), une croyance qui vient du verset de la purification (en) dans la sourate Al-Ahzab du Coran (33:33).
En revanche, la troisième branche, le zaïdisme, les considère seulement comme des personnalités politiques ayant l'obligation de mener des révoltes contre les dirigeants corrompus et les gouvernements.
Un autre groupe chiite, la Dhammiyya, croit que les cinq personnes sous le manteau constituent une unité.

## Hadith du manteau
Le hadith du manteau (arabe : حديث الكساء Hadith al-Kisa) se réfère à la Ahl al-Kisa. Il s'agit du récit de la réunion par Mahomet de Hassan, Hussein, Ali et Fatimah sous son manteau. Cela est mentionné dans plusieurs hadiths, y compris dans le  Sahih Muslim, qui rapportent que Mahomet a prononcé la phrase des Ahl al-Bayt (« gens de la maison ») dans la dernière partie du verset 33 de la sourate Al-Ahzab, appelé Ayat al-Taṭḥīr (verset de la purification), qui dit : « Ô vous gens de la Maison! Dieu veut seulement éloigner de vous la souillure et vous purifier totalement. (Traduction Denise Masson) »
C'est un hadith central qui distingue sunnites et chiites. En effet, pour ces derniers, le verset est le fondement de la revendication qui veut que la gouvernance des musulmans réside uniquement dans la descendance en ligne directe de Mahomet par Ali et Fatima; par ailleurs, ce passage est la base de l'affirmation que certains descendants de Mahomet sont infaillibles. Ce sont deux points avec lesquels les sunnites sont en désaccord profond. Ils affirment, eux, que l'expression « Gens de la maison » a un sens plus large, et qu'on ne peut donc pas limiter une telle autorité à la seule famille de Mahomet à l'exclusion de toute autre, et qu'il est donc possible pour toute personne vivant dans la droiture et la foi d'atteindre une telle pureté et par là-même l'autorité spirituelle.

## Point de vue chiite
Des penseurs chiites comme Muhammad Husayn Tabataba'i affirment que le récit montre que Mahomet, Fatima et Les douze Imams sont les seuls membres des « Gens de la maison » (Ahl al-Bayt). Cela, et d'autres événements, conduisant à la doctrine de l'infaillibilité des Gens de la maison et à l'affirmation que c'est à eux exclusivement que Dieu a confié la conduite de la communauté musulmane, car eux seuls sont purs et sans péché.
C'est donc un hadith très important pour les musulmans chiites, à côté de beaucoup d'autres hadiths et versets dans le Coran, sur lesquels les chiites s'appuient pour affirmer que le chef de la communauté musulmane ne devrait être qu'un descendant de Mahomet, et aussi que certains des descendants de Mahomet sont infaillibles.

## Point de vue sunnite
En ce qui concerne le hadith du manteau, les sunnites contestent qu'il porte sur l'importance spirituelle ou sur l'autorité des épouses de Mahomet et de leurs enfants ou serviteurs. Dans le verset certains hadiths sunnites concernent l'héritage de Muhammad à la définition de «Ahl al-Bayt"[pas clair].
Un récit attribué à 'Aïcha dit:

« L'Apôtre de Dieu (que la paix soit sur lui) sortit un matin, portant un manteau rayé fait de poil de chameau noir. Alors, vint Hassan, fils de 'Ali. Mahomet l’enveloppa sous le manteau, puis vint Hussein et il l'enveloppa sous le manteau en même temps que ce dernier. Puis vint Fatima et il la prit sous le manteau, puis vint 'Ali et il le prit également dessous. Après quoi, il dit: « Allah ne veut que tenir éloignée de vous toute souillure, ô gens de la maison (Ahl al-Bayt), et vous purifier complètement." »

Les sunnites ont tendance à voir ce que le Sahih et ont inclus dans Sahih Muslim[pas clair]